# Melbourne House
La Melbourne House è stata una azienda australiana di videogiochi, fondata nel 1978 come editore e affiancata dal 1980 dalla Beam Software come sviluppatore sussidiario.
Beam Software e Melbourne House divennero le più importanti aziende di videogiochi provenienti dall'Australia.
Nel 1999 l'azienda, acquisita da Infogrames, cambiò denominazione in Infogrames Melbourne House, quindi nel 2003 in Atari Melbourne House, e infine nel 2006, acquisita da Krome Studios, divenne Krome Studios Melbourne fino alla cessazione dell'attività, avvenuta nel 2010.

## Storia
Melbourne House venne fondata nel 1978 dall'australiano Alfred Milgrom nella città di Londra, come casa editrice tradizionale. Fu tra i primi editori al mondo specializzati nella manualistica pratica per la programmazione sugli home computer. Inizialmente l'obiettivo era acquisire i diritti sulle pubblicazioni americane per commercializzarle in Australia e Regno Unito, ma poi iniziò a produrre materiale proprio, cominciando dal libro 30 Programs for the ZX80 uscito nel settembre 1980.
Poco tempo dopo Milgrom e Naomi Besen, all'epoca sua moglie, decisero di tornare in Australia dove fondarono la Beam Software a Melbourne. Il nome Beam deriva dalle iniziali di Alfred Milgrom e dalle prime lettere del cognome della Besen. L'obiettivo iniziale della Beam era sempre di produrre testi di informatica, che la Melbourne House avrebbe pubblicato; il primo sviluppatore di software, William Tang, venne assunto per realizzare i programmi da includere come codice sorgente nei libri. Ma presto Milgrom decise di pubblicare direttamente software commerciale per home computer, e il primo prodotto fu un'imitazione di Space Invaders realizzata da Tang per ZX80, uscita nel marzo 1981.
Continuò anche la pubblicazione di libri, con titoli come Spectrum Hardware Manual e Spectrum Microdrive Book, tuttavia questa attività meno redditizia andò scemando.
La Beam Software ebbe tra i suoi maggiori successi The Hobbit (1982) e The Way of the Exploding Fist (1985), entrambi con un volume di vendite superiore a 500 000 copie. Nel 1987 Mastertronic acquistò l'editore Melbourne House, ma lo sviluppatore Beam Software rimase indipendente.
L'intento era di concentrarsi soltanto sullo sviluppo; dopo la cessione di Melbourne House, la Beam Software crebbe a 25 dipendenti, diventando il più grande studio al mondo al di fuori di Giappone e USA, e cominciò ad allargarsi al mercato delle console, divenendo la seconda azienda non giapponese a produrre titoli per il NES.
Negli anni '90 l'azienda fu ancora molto attiva e si focalizzò sulle console, estendendo lo sviluppo anche a SNES, Game Boy, console SEGA. Nel 1996 divenne la prima azienda di videogiochi quotata in borsa all'Australian Stock Exchange. Nel frattempo la Virgin Interactive, che aveva acquisito la Mastertronic, aveva abbandonato il marchio Melbourne House, così la Beam decise di registrarlo di nuovo come propria sussidiaria.
Nel 1999, nonostante tutto, l'azienda era in debito di 12 milioni di dollari e venne rilevata dalla Infogrames, che cambiò il nome in Infogrames Melbourne House. Il fondatore Alfred Milgrom lasciò definitivamente la Melbourne House nel 2001 e formò la Blaze, dedicata ad altri generi di software. La Infogrames Melbourne House cambiò nome in Atari Melbourne House nel 2003, in seguito alla conversione della casa madre in Atari SA.
Infine nel 2006 l'azienda è stata venduta alla Krome Studios, che la rinominò Krome Studios Melbourne. Nel 2010, in seguito a un grosso ridimensionamento della Krome Studios, si presume che lo studio venne chiuso definitivamente.

## Videogiochi
Elenco approssimativo dei titoli sviluppati o pubblicati da Beam Software/Melbourne House e successive denominazioni:
- Super ZX80 Invasion (1981, clone di Space Invaders per ZX80/81)
- Double Breakout (1981, clone di Breakout per ZX80/81)
- The Hobbit (1982)
- Hungry Horace (1982)
- Penetrator (1982)
- Strike Force (1982)
- The Wizard and the Princess (1982)
- Cosmonaut! (1983)
- Horace & The Spiders (1983)
- Horace Goes Skiing (1983)
- Terror-Daktil 4D (1983)
- Adventure 1 (1984)
- Commodore 16 Games Pack I (1984)
- Commodore 16 Games pack II (1984)
- Dark Tower (1984)
- Grand Larceny (1984)
- Hampstead (1984)
- Hellfire (1984)
- Merry Christmas from Melbourne House (1984, breve avventura promozionale per C64)
- Mugsy (1984)
- Sherlock (1984)
- Sir Lancelot (1984)
- Bazooka Bill (1985)
- Bop'N Wrestle (1985)
- Castle of Terror (1985)
- Fighting Warrior (1985)
- Gyroscope (1985)
- Hi-Res Adventure#2: The Wizard and the Princess (1985)
- Mordon's Quest (1985)
- Nuts & Milk (1985)
- Roller Kong (1985)
- Starion (1985)
- Terrormolinos (1985)
- The Way of the Exploding Fist (1985)
- Ardok the Barbarian (1986)
- Asterix and the Magic Cauldron (1986)
- Conquestador (1986)
- Dodgy Geezers (1986)
- The Fellowship of the Ring (1986)
- Fist II: The Legend Continues (1986)
- Judge Dredd (1986)
- Knuckle Busters (1986)
- Kwah! (1986)
- Marble Madness Construction Set (1986)
- Mugsy's Revenge (1986)
- Redhawk (1986)
- Bad Street Brawler (1987)
- Barbarian (1987)
- Doc the Destroyer (1987)
- Inspector Gadget and the Circus of !!Fear!! (1987)
- Marble Madness Deluxe Edition (1987)
- Metropolis (1987)
- The Mystery of Arkham Manor (1987)
- Roadwars (1987)
- The Shadows of Mordor (1987)
- Throne of Fire (1987)
- Wiz (1987)
- Aaargh! (1988)
- Bedlam (1988)
- Double Dragon (1988)
- Exploding Fist + (1988)
- John Elway's Quarterback (1988)
- Jr. Pac-Man (1988)
- The Muncher (1988)
- Obliterator (1988)
- Rockford: The Arcade Game (1988)
- Samurai Warrior: The Battles of Usagi Yojimbo (1988)
- Super Pac-Man (1988)
- Terrorpods (1988)
- Xenon (1988)
- Airwolf (1989)
- Aussie Games (1989)
- Back to the Future (1989)
- The Crack of Doom (1989)
- Demon's Tomb: The Awakening (1989)
- Greg Norman's Shark Attack!: The Ultimate Golf Simulator (1989)
- Magic Johnson's Fast Break (1989)
- Pole Position II (1989)
- Rick Davis's World Trophy Soccer (1989)
- Road Runner (1989)
- Sgt Slaughter's Mat Wars (1989)
- Strike Zone Baseball (1989)
- The Three Stooges (1989)
- War in Middle Earth (1989)
- Back to the Future Part II & III (1990)
- Battle Chess (1990)
- Bigfoot (1990)
- Boulder Dash (1990)
- Dash Galaxy in the Alien Asylum (1990)
- Days of Thunder (1990), solo Game Boy
- Fisher-Price I Can Remember (1990)
- Fisher-Price Perfect Fit (1990)
- The Hunt for Red October (1990)
- Last Ninja 2: Back with a Vengeance (1990)
- The Punisher (1990)
- RoadBlasters (1990)
- Aussie Rules Footy (1991)
- Bill & Ted's Excellent Game Boy Adventure (1991)
- Bo Jackson Baseball (1991)
- Choplifter II: Rescue Survive (1991)
- Family Feud (1991)
- J.R.R. Tolkien's Riders of Rohan (1991)
- NBA All-Star Challenge (1991)
- Smash T.V. (1991)
- Star Wars (1991)
- The Punisher: The Ultimate Payback! (1991)
- 4-in-1 Fun Pak (1992)
- Cal Ripken Jr. Baseball (1992)
- George Foreman's KO Boxing (1992)
- International Cricket (1992)
- NBA All-Star Challenge (1992)
- NBA All-Star Challenge 2 (1992)
- Nightshade (1992)
- Power Punch II (1992)
- Terminator 2: Judgment Day (1992)
- Tom & Jerry (1992)
- 4-in-1 Funpak: Volume II (1993)
- Baby T-Rex (1993)
- Bamse (1993)
- Blades of Vengeance (1993)
- Choplifter III (1993)
- Dungeon Master: Theron's Quest (1993)
- MechWarrior (1993)
- Mickey's Safari In Letterland (1993)
- NFL Quarterback Club (1993)
- Shadowrun (1993)
- Super High Impact (1993)
- Tom and Jerry: Frantic Antics! (1993)
- We're Back! (1993)
- 5 in One Fun Pak (1994)
- Choplifter III: Rescue Survive (1994)
- Itchy & Scratchy in Miniature Golf Madness (1994)
- Mickey's Adventures in Numberland (1994)
- NBA Jam (1994)
- Radical Rex (1994)
- Solitaire FunPak (1994)
- Super Solitaire (1994)
- Tom and Jerry: Frantic Antics! (1994)
- True Lies (1994)
- WCW SuperBrawl Wrestling (1994)
- WCW Wrestling: The Main Event (1994)
- Casino FunPak (1995)
- Gex (1995)
- Jim Lee's WildC.A.T.S: Covert Action Teams (1995)
- MLBPA Baseball (1995)
- Super International Cricket (1995)
- The Dame Was Loaded (1995)
- Total Eclipse (1995)
- Bug! (1996)
- Cricket 96 (1996)
- NBA Full Court Press (1996)
- Caesars Palace (1997)
- Cricket 97 (1997)
- Hexen: Beyond Heretic (1997)
- KKND: Krush Kill 'N Destroy (1997)
- KKND: Krush Kill 'n Destroy Xtreme (1997)
- The Lost Vikings 2 (1997)
- Taz Mania 2 (1997)
- AFL '98 (1998)
- Alien Earth (1998)
- Dethkarz (1998)
- KKND2: Krossfire (1998)
- GP 500 (1999)
- Le Mans 24 Hours (2000)
- Looney Tunes: Space Race (2000)
- Grand Prix Challenge (2002)
- Men in Black II: Alien Escape (2002)
- TransFormers (2004)
- Test Drive Unlimited (2006)
- The Legend of Spyro: The Eternal Night (2007)

## Altri prodotti
Tra i software non strettamente di gioco si possono citare il programma di grafica Melbourne Draw (1983) e l'ambiente di sviluppo di videogiochi High-level User-friendly Real Time Games Designer o HURG (1984), e più recentemente la serie educativa Smarty Pants, il sistema di motion capture facciale Famous e il sito Hotgames.